# Ute Starke
Pour les articles homonymes, voir Starke (homonymie).
Ute Starke, née le 14 janvier 1939 à Eisleben (Allemagne de l'Est), est une gymnaste artistique est-allemande. 

## Palmarès

### Jeux olympiques
- Mexico 1968
  -  médaille de bronze au concours par équipes

### Championnats d'Europe
- Leipzig 1961
  -  médaille d'or au saut de cheval
- Sofia 1965
  -  médaille d'argent au saut de cheval